# جدل (قرية)
قرية جدل من القرى السورية الواقعة في محافظة درعا. 
تقع القرية وسط منطقة اللجاة وتحتوي على خربة أثرية قديمة وتتربع القرية على هضبة صخرية ويحدها من الشرق قرية الشياح ومن الشمال قرية الجسري ومن الغرب قرية صور ومن الجنوب قرى جرين ولبين. 
وتتميز هذه المنطقة باحتوائها على العديد من النباتات والأشجار والحيوانات البرية.